# Sergio Colabona
Sergio Colabona (Velletri, 7 settembre 1961) è un regista, autore televisivo e sceneggiatore italiano.

## Biografia
Inizia a muovere i primi passi come regista televisivo a Telemontecarlo, dove firma nel 1988 il programma di stampo turistico Appunti disordinati di viaggio.
Negli anni ha diretto per la televisione programmi come La prova del cuoco, Affari tuoi, Made in Sud, Il treno dei desideri, Grande Fratello, Lo show dei record, Ti lascio una canzone. Nel 2001 scrive insieme a Matteo Maffucci il saggio umoristico Ultimo stadio. Diario di due malati di calcio, che racconta abitudini e aneddoti tipici del tifoso sfegatato.
Nel 2008 scrive il libro Fine trasmissioni, in cui racconta sotto forma di romanzo cosa accade dietro le quinte della macchina televisiva.
Nel 2011 dirige il suo primo film cinematografico Passannante che ripercorre le vicende del cuoco anarchico che attentò alla vita di Umberto I. Nel 2016 esce il suo secondo lungometraggio Vita, cuore, battito.

## Regia

### Televisione
- Appunti disordinati di viaggio (TMC, Odeon TV,  1988-1994)
- Goleada (TMC, 1997-2001)
- Al posto tuo (Rai 2, 1999-2000)
- La prova del cuoco (Rai 1, 2000-2001)
- Call game (LA7, 2001-2002)
- Beato tra le donne (Rai 1, 2003)
- Il malloppo (Rai 1, 2005)
- Affari tuoi (Rai 1, 2005-2008)
- Il ristorante (Rai 1, 2004-2005)
- La fattoria (Canale 5, 2004-2006)
- Il treno dei desideri (Rai 1, 2006)
- Colpo di genio (Rai 1, 2007)
- Factor X (Cuatro, 2007-2008)
- Lo show dei record (Canale 5, 2008)
- Primo e ultimo (Italia 1, 2008)
- Non esiste più la mezza stagione (Rai 1, 2008)
- È nata una stella gemella (Canale 5, 2008)
- Tutti pazzi per la tele (Rai 1, 2008-2009)
- Il colore dei soldi (Italia 1, 2009)
- Cuork - Viaggio al centro della coppia (LA7, 2009-2010)
- Grande Fratello (Canale 5, 2009-2015)
- Made in Sud (Rai 2, dal 2009)
- Ti lascio una canzone (Rai 1, 2010-2012)
- Arena di Verona, lo spettacolo sta per iniziare (Rai 1, 2010-2013)
- I love Italy (Rai 2, 2010)
- The Money Drop (Canale 5, 2011)
- Fratelli e sorelle d'Italia (LA7, 2011)
- Un minuto per vincere (Rai 1, 2011)
- Alballoscuro (LA7d, 2011)
- Il braccio e la mente (Canale 5, 2012)
- Concerto per l'Emilia (Rai 1, 2012)
- Miss Italia (LA7, 2013)
- The voice of Italy (Rai 2, 2013)
- Senza parole (Rai 1, 2015)
- Fatti unici (Rai 2, 2015-2016)
- Grande Fratello VIP (Canale 5, 2016-2017)
- Baciato dal sole (Rai 1, 2016)
- Sarabanda (Italia 1, 2017)
- Stasera casa Mika (Rai 2, 2017)
- Domenica in (Rai 1, 2018-2019)
- Sicilia Cabaret (Rai 2, 2018)
- Stasera tutto è possibile (Rai 2, dal 2019)
- The Voice Senior (Rai 1, dal 2020)
- Dalla strada al palco (Rai 2, 2022-2023)
- The Voice Kids (Rai 1, dal 2023)
- Boomerissima (Rai 2, 2023)
- Famiglie d'Italia (LA7, 2024)

### Cinema
- Passannante (2011)
- Vita, cuore, battito (2016)
- Attesa e cambiamenti (2016)
- Un pugno di amici (2020)